# ویسنته بلدا
ویسنته بلدا (اسپانیایی: Vicente Belda‎؛ زادهٔ ۱۲ سپتامبر ۱۹۵۴) دوچرخه‌سوار اهل اسپانیا است.